# One by One, the Wicked Fall
One by One, the Wicked Fall è un EP del gruppo statunitense Warbringer pubblicato nel 2006.

## Tracce
1. Beneath The Waves – 4:15
2. Shot To Kill – 3:10
3. Hell On Earth – 3:23
4. Road Warrior – 3:48
5. Total War – 3:43